# Etheostoma brevirostrum
Etheostoma brevirostrum är en fiskart som beskrevs av Royal D. Suttkus och Etnier, 1991. Etheostoma brevirostrum ingår i släktet Etheostoma och familjen abborrfiskar. Inga underarter finns listade i Catalogue of Life.